# William Cooper (remero)
William Cooper –conocido como Bill Cooper– es un deportista estadounidense que compitió en remo. Ganó una medalla de plata en el Campeonato Mundial de Remo de 1994, en la prueba de cuatro con timonel.

## Palmarés internacional
| Campeonato Mundial | Campeonato Mundial            | Campeonato Mundial | Campeonato Mundial |
| Año                | Lugar                         | Medalla            | Prueba             |
| ------------------ | ----------------------------- | ------------------ | ------------------ |
| 1994               | Indianápolis (Estados Unidos) | Medalla de plata   | Cuatro con timonel |